# Tricolia compta
Tricolia compta är en snäckart som först beskrevs av Gould 1855.  Tricolia compta ingår i släktet Tricolia och familjen Tricoliidae. Inga underarter finns listade i Catalogue of Life.